# Engin blindé du génie
L’engin blindé du génie (EBG) est un char du génie monté sur le même châssis que les chars AMX-30B2. Sa mission est de dégager et préparer la voie pour d'autres engins.

## Histoire

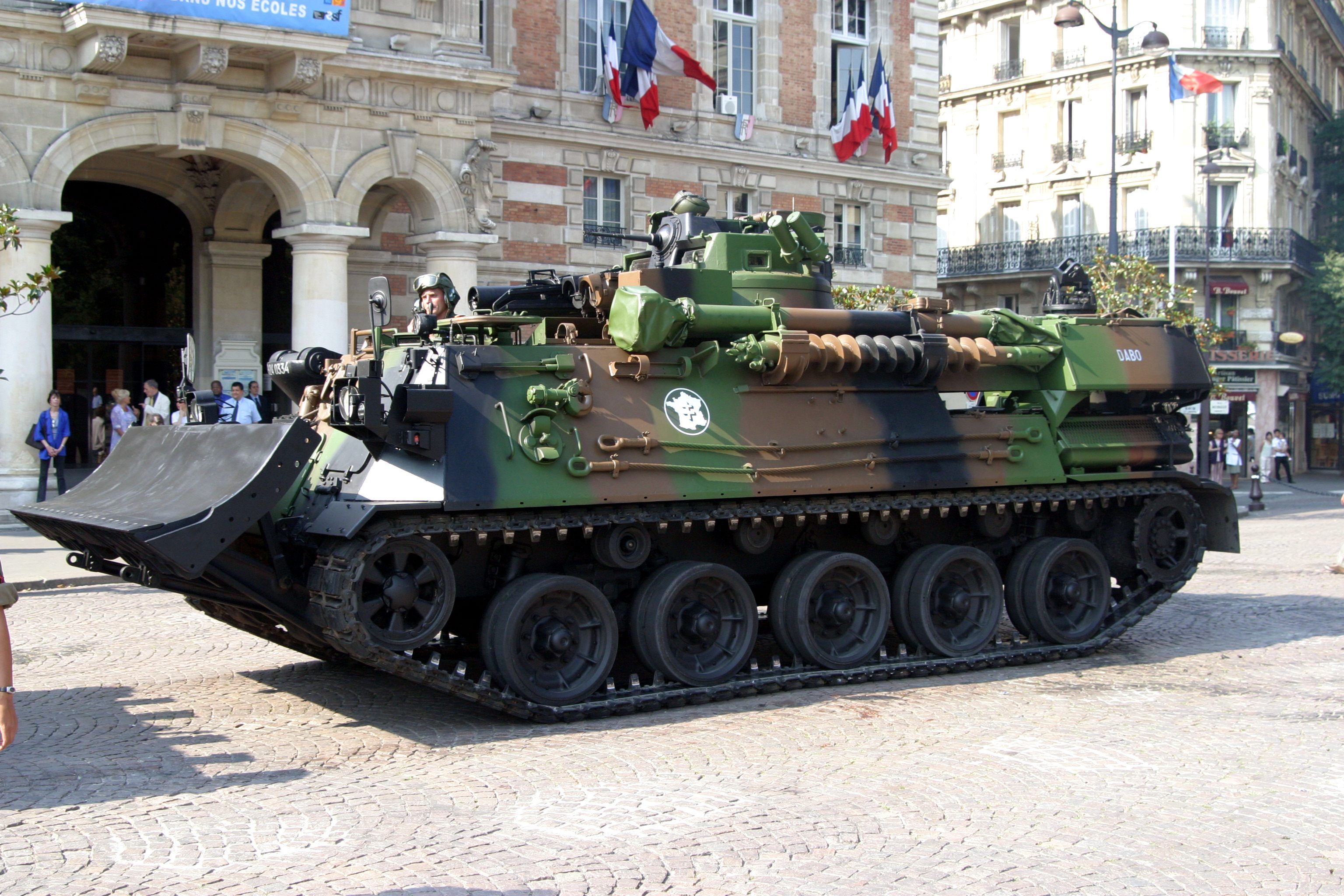
Sur le flanc de l'EBG sont disposés de nombreux outils, câbles, crochet, foreuse...

Destiné à remplacer le Véhicule de combat du génie (VCG), basé sur un châssis d'AMX-13 et datant des années 1970, l'engin blindé du génie voit sa conception commencer à la fin des années 1980. Dérivé de l'AMX-30B2, il a pour missions d'aider à la mobilité et à la contre-mobilité. Il est ainsi chargé des missions d'ouverture et de fermeture d'itinéraires, d'aménagement de gués, de dégagement d'obstacles. Il est par ailleurs capable d'effectuer ses missions dans un environnement contaminé (NRBC).
Alors qu'ils sont encore en expérimentation, les premiers EBG entrés en service en 1989 sont envoyés en Arabie saoudite pour participer à la Guerre du Golfe. Cependant ceux-ci ne sont pas utilisés en première ligne car leurs équipages ne sont pas encore familiarisés avec le matériel. Leur utilisation au cours du conflit démontre que l'engin n'est pas encore mature et nécessite d'être amélioré : l'armement de bord est insuffisant pour assurer sa protection, le canon de démolition doit être amélioré. Entre 1997 et 1998, le moteur Hispano Suiza d'origine est remplacé par un moteur diesel Mack E9 (8 cylindres à plat) de 750 cv avec une suralimentation à deux étages comprenant quatre turbos. Ses réservoirs ont une capacité de 990 litres de gazole et 90 l de liquide de refroidissement.
En 2006, 36 EBG sont répartis dans 12 compagnies (3 EBG par compagnie) au sein de quatre régiments de génie, six sont pour instruction dans diverses écoles de maintenance, douze étant à transformer et revaloriser.
À partir de 2006, un programme de revalorisation est lancé par la direction générale de l'Armement pour un montant de 80 millions d'euros. Les modifications concernent 42 EBG F1 (désignés EBG-VAL) et 12 Systèmes de Déminage Pyrotechnique pour Mines Antichars (SDPMAC), 30 EBG passant au standard R2 et 12 recevant le SDPMAC (3 exemplaires au sein d'une compagnie de combat pour 4 régiments du génie à l'origine). Les travaux sont effectués par Nexter. Ils consistent en l'ajout de surblindage, de lanceurs de leurres et de fumigènes Galix, de caméras, d’un système anti-mines et du Système d'Information Terminal Élémentaire (SITEL). Les engins font également l'objet d’aménagements ergonomiques. Les travaux s'étalèrent de septembre 2011 à février 2014. Avec cette modernisation, les EBG étaient prévus pour rester en service jusqu'en 2025, ils devaient alors être progressivement remplacés par le Moyen d'Appui au Contact (MAC), similaire au  Terrier (en) britannique.
Seulement 6 SDPMAC et 18 EBG R2 restent en service dans les régiments du génie fin 2018 - le 31e régiment du génie reversant les siens le 10 octobre 2018-, les autres sont en stockage longue durée dans la 12e base de soutien du matériel de Gien. Au 1er juillet 2019, un total de 50 sont comptabilisés.
Le 7 mars 2023, la direction générale de l'Armement annonce la qualification du SDPMAC en version VULCAIN (Version ultime comprenant des améliorations intrinsèques) évolution du SDPMAC valorisé. L'ensemble du parc - soit onze véhicules - sera amené au nouveau standard d'ici 2024.
En 2025, le programme d’acquisition d’un engin du génie de combat au profit de la France et de la Belgique est lancé pour équiper ces armés à partir de 2031.

## Équipement

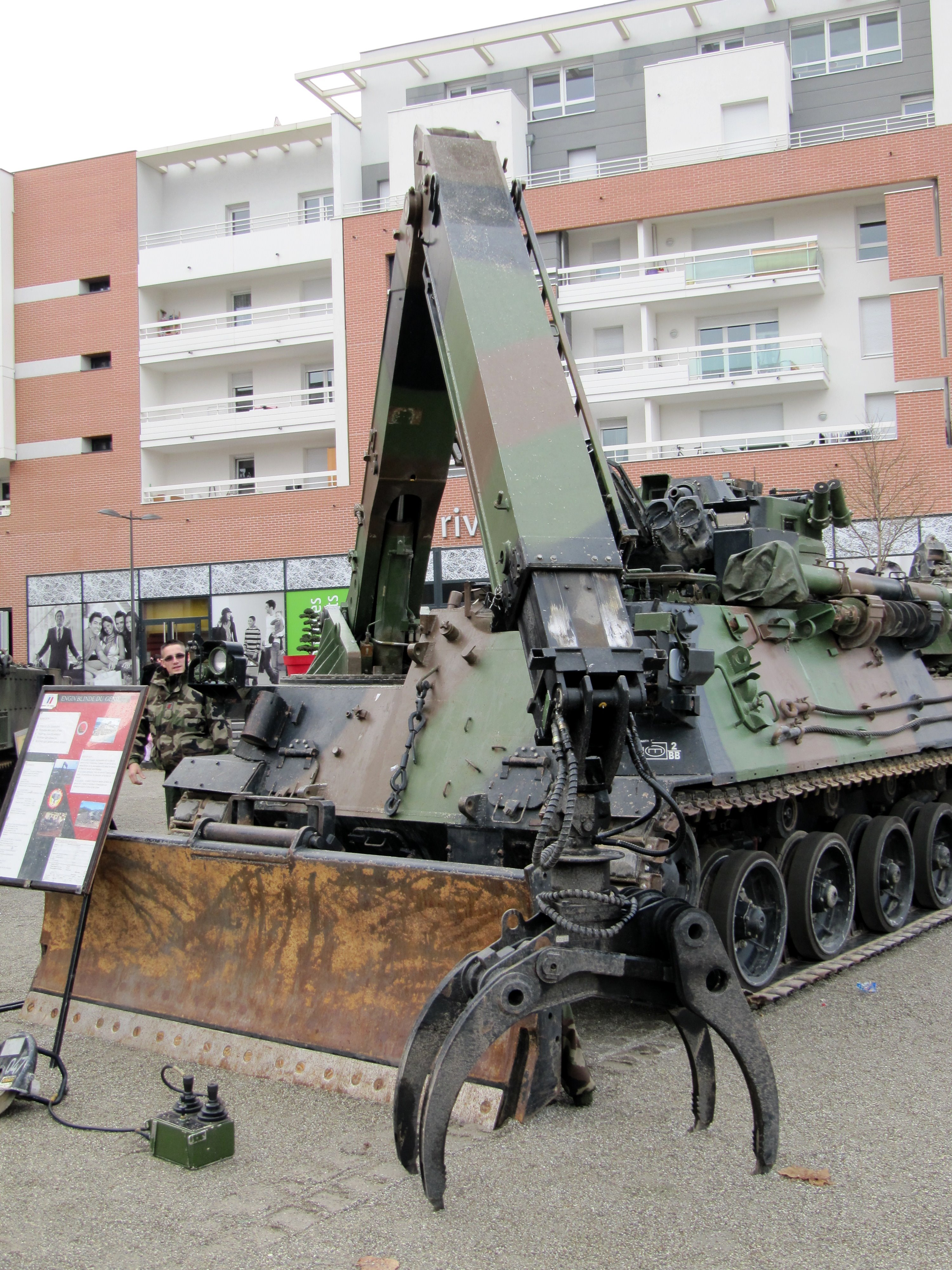
Un EBG avec son bras déployé et sa pince à grumes.

L'EBG est armé d'un canon de démolition de 142 mm lançant des charges explosives de 10 kg à 300 m pour la destruction de bunkers et d'un lanceur de mines capable de projeter 20 mines antichars (AC DIS Mle F1) à 250 m. En ordre de combat, il emporte cinq obus explosifs de démolition, douze conteneurs lanceurs de mines, trois marqueurs fumigènes et quatre artifices fumigènes. Il reçoit aussi une mitrailleuse de 7,62 mm pour sa protection. L'EBG-VAL est en outre équipé de lanceurs Galix 4 (autoprotection), Galix 13 (fumigènes infrarouges) et GALIX 46 (létalité réduite pour les opérations de maintien de la paix).
Il est équipé d'une pelle droite très robuste, de type bouteur, utilisée pour le terrassement et le déblaiement d'obstacles, d'un rendement de 200 m2 h−1, d'un treuil hydraulique capable de tirer une masse de 15 à 20 t et destiné à dégager les obstacles ou à auto-haler l'engin, d'une pince à grumes et d'un crochet de levage.
Il est équipé d'un dispositif de franchissement des gués profonds, d'un système de vision nocturne et d'un système de pressurisation et de filtrage pour évoluer en environnement nucléaire, biologique et chimique.

## Versions
- EBG F1 : version d'origine de l'engin blindé du génie.
- EBG-VAL : EBG VALorisé, version modernisée, mise en service depuis 2011.
- EBG SDPMAC : système de déminage pyrotechnique pour mines antichars, EBG recevant un lanceur israélien CARPET armée de 20 roquettes qui détruisent l’ensemble des mines antichars enfouies sur une longueur d'une centaine de mètres et une largeur de 8 à 10 mètres. Il est en service depuis fin 2008[13].
- EBG SDPMAC VULCAIN : intégration d'un treuil, nouvelles protections balistiques et de nouvelles roquettes destinées au déclenchement à distance des mines à traiter[11].

## Utilisateurs
Armée de terre française
- 3e régiment du génie
- 13e régiment du génie
- 19e régiment du génie (jusqu'en 2025)[14]
- 31e régiment du génie (jusqu'en 2018)
- École du génie